# كلوز يونسون
كلوز يونسون (بالألمانية: Claus Jönsson)‏ هو فيزيائي ألماني، ولد في 26 مايو 1930 في تشارلوتنبرغ في ألمانيا.